# Wiera Dawydowa
Wiera Dawydowa (ur. 17 września 1903, zm. 2 lutego 1993) – rosyjska śpiewaczka operowa, mezzosopranistka.

## Życiorys
Wiera Dawydowa urodziła się w 1903 roku w Niżnym Nowogrodzie, ale dorastała na Rosyjskim Dalekim Wschodzie. W 1924 roku została przyjęta do konserwatorium w Leningradzie, była uczennicą Heleny Wiktorownej De-Wos-Sobolewej. Szkołę skończyła w 1930 roku, a rok wcześniej została śpiewaczką w leningradzkim teatrze operowym. Początkowo powierzano jej małe role, pełniła też rolę dublerki dla głównych śpiewaczek. Wyszła za mąż za Dmitrija Mczedlidze-Jużnego.
Wiosną 1932 roku zespół wyjechał na występy do Moskwy, gdzie miano wystawić operę Carmen. Z powodu choroby odtwórczyni tytułowej roli, Dawydowa zaśpiewała partię Carmen. Jej występ został bardzo dobrze przyjęty, a ona sama została zaproszona do loży partyjnej, gdzie Stalin zaproponował Dawydowej przenosiny do Moskwy na stałe. Miesiąc później Dawydowa została solistką moskiewskiego Teatru Wielkiego.
W wieczór sylwestrowy Dawydowa wystąpiła na Kremlu i uczestniczyła w uroczystej kolacji, a następnie spędziła noc ze Stalinem. Wkrótce potem została obdarowana mieszkaniem i samochodem z kierowcą, uczestniczyła w przyjęciach organizowanych dla najbliższego otoczenia Stalina. Po śmierci żony Stalina, Nadieżdy Alliłujewej, stała się jedną z kochanek dyktatora, obok Walerii Barsowej, Natalii Szpiller i Olgi Lepieszyńskiej.
Dość szybko stała się obiektem inwigilacji, aresztowana została w 1933 roku po nieudanym zamachu na Stalina i rok później, po zabójstwie Siergieja Kirowa. Za każdym razem była szybko zwalniana, prawdopodobnie aresztowania miały służyć wyłącznie zastraszeniu. Jednocześnie rozwijała się jej kariera sceniczna, otrzymywała główne role w spektaklach operowych, m.in. Aksinii w operze Cichy Don Iwana Dzierżynskiego i ponownie Carmen. Dawydowa została także delegatem na Zjazd Rad oraz otrzymała tytuł Zasłużonej Artystki RFSRR.
Po ataku Niemiec na ZSRR Stalin zmusił Dawydową do wyjazdu do męża, na rozwód z którym się nie zdecydowała. Do Moskwy wróciła dopiero w 1945 roku i ponownie została kochanką Stalina. W 1951 roku wstąpiła do KPZR.
Ostatni raz widziała dyktatora w październiku 1952 roku, a po jego śmierci znalazła się wśród aresztowanych. Zwolniona po paru tygodniach, została zmuszona do opuszczenia Moskwy i razem z mężem wyjechała do Tbilisi, gdzie zaczęła wykładać w  konserwatorium.
Zmarła w 1993 roku.

## Odznaczenia
- Zasłużony Artysta RFSRR (1933)[3]
- Ludowy Artysta Ukraińskiej SRR (1951)[2]
- Ludowy Artysta Gruzińskiej SRR (1981)[2]
- Nagroda Stalinowska (1946, 1950, 1951)[2]